# 海幢码头
海幢碼頭（幢之粵音：tong4），是中國廣州市海珠區珠江沿岸的一個客運渡輪碼頭。位於河南濱江西路，佔地約151.97平方米。负责经营广州水上巴士的广州市公交集团客轮有限公司（前称：广州市客轮公司）总部就在本码头对面。

## 歷史及特色
海幢碼頭，取名自附近的海幢公園及海幢寺，建於20世紀70年代，2002年經過裝修改造。現在為歐陸式風格建築，有紅磚屋頂和棕紅色的落地玻璃窗。該碼頭經營的航綫：海幢碼頭——西堤碼頭，是廣州珠江渡輪的景點過江航綫之一。在約五分鐘的航程中，可以欣賞到河南、河北兩岸最中心及繁華的地帶，長堤、西堤歷史建築盡收眼底。